# Banneville-sur-Ajon
Banneville-sur-Ajon és un municipi francès situat al departament de Calvados i a la regió de Normandia. L'any 2007 tenia 394 habitants.

## Demografia

### Població
El 2007 la població de fet de Banneville-sur-Ajon era de 394 persones. Hi havia 136 famílies de les quals 16 eren unipersonals (12 homes vivint sols i 4 dones vivint soles), 56 parelles sense fills, 60 parelles amb fills i 4 famílies monoparentals amb fills.
La població ha evolucionat segons el següent gràfic:
Habitants censats

### Habitatges
El 2007 hi havia 150 habitatges, 137 eren l'habitatge principal de la família, 8 eren segones residències i 5 estaven desocupats. 145 eren cases i 1 era un apartament. Dels 137 habitatges principals, 122 estaven ocupats pels seus propietaris, 13 estaven llogats i ocupats pels llogaters i 2 estaven cedits a títol gratuït; 1 tenia una cambra, 5 en tenien dues, 18 en tenien tres, 44 en tenien quatre i 69 en tenien cinc o més. 131 habitatges disposaven pel capbaix d'una plaça de pàrquing. A 48 habitatges hi havia un automòbil i a 82 n'hi havia dos o més.

### Piràmide de població
La piràmide de població per edats i sexe el 2009 era:
| Homes | Edats   | Dones |
| ----- | ------- | ----- |
| 0     | 95 o +  | 0     |
| 0     | 90 a 94 | 0     |
| 0     | 85 a 89 | 0     |
| 0     | 80 a 84 | 0     |
| 4     | 75 a 79 | 4     |
| 4     | 70 a 74 | 0     |
| 4     | 65 a 69 | 4     |
| 8     | 60 a 64 | 4     |
| 12    | 55 a 59 | 12    |
| 12    | 50 a 54 | 16    |
| 32    | 45 a 49 | 20    |
| 12    | 40 a 44 | 24    |
| 20    | 35 a 39 | 16    |
| 12    | 30 a 34 | 8     |
| 16    | 25 a 29 | 8     |
| 0     | 20 a 24 | 4     |
| 12    | 15 a 19 | 32    |
| 32    | 10 a 14 | 16    |
| 16    | 5 a 9   | 12    |
| 24    | 0 a 4   | 8     |

## Economia
El 2007 la població en edat de treballar era de 278 persones, 188 eren actives i 90 eren inactives. De les 188 persones actives 173 estaven ocupades (91 homes i 82 dones) i 15 estaven aturades (12 homes i 3 dones). De les 90 persones inactives 33 estaven jubilades, 30 estaven estudiant i 27 estaven classificades com a «altres inactius».

### Ingressos
El 2009 a Banneville-sur-Ajon hi havia 140 unitats fiscals que integraven 388 persones, la mediana anual d'ingressos fiscals per persona era de 19.010 €.

### Activitats econòmiques
Dels 7 establiments que hi havia el 2007, 4 eren d'empreses de construcció, 1 d'una empresa de comerç i reparació d'automòbils, 1 d'una empresa de transport i 1 d'una empresa de serveis.
Dels 4 establiments de servei als particulars que hi havia el 2009, 1 era un guixaire pintor, 1 fusteria, 1 lampisteria i 1 electricista.
L'any 2000 a Banneville-sur-Ajon hi havia 6 explotacions agrícoles.

## Equipaments sanitaris i escolars
El 2009 hi havia una escola elemental integrada dins d'un grup escolar amb les comunes properes formant una escola dispersa.

## Poblacions més properes
El següent diagrama mostra les poblacions més properes.